# Las Winiarski (Kalisz)
Las Winiarski – kompleks leśny zlokalizowany we wschodniej części Kalisza na terenie Winiar, w Nadleśnictwie Kalisz, przy Jeziorze Pokrzywnickim. Las zajmuje obszar ok. 220 ha.
Kompleks leśny włączono w 1976 w granice administracyjne miasta Kalisza. Przez Las Winiarski przebiega linia kolejowa nr 14, na której funkcjonuje przystanek kolejowy Kalisz Winiary oraz nieużywana, jednotorowa, niezelektryfikowana linia kolejowa o długości 2,5 km biegnąca docelowo do stacji towarowej Winiary Fabryka.

## Obiekty na terenie Lasu Winiarskiego
- Willa myśliwska – posiadłość należąca w przeszłości do dawnych właścicieli Winiar[1].
- Obelisk – obiekt pamięci narodowej egzekucji mieszkańców Kalisza i Ostrowa Wielkopolskiego, dokonanej podczas okupacji hitlerowskiej w grudniu 1939; obelisk wzniesiono na początku lat 60. XX wieku[1][2].
- Leśne Centrum Edukacyjne „Las Winiarski” – punkt edukacyjny funkcjonujący od 25 września 2009 wraz z instalacjami dydaktycznymi na specjalnie do tego przygotowanym obszarze lasu (2 ha) wraz z salą edukacyjną do zajęć teoretycznych[1].

## Galeria

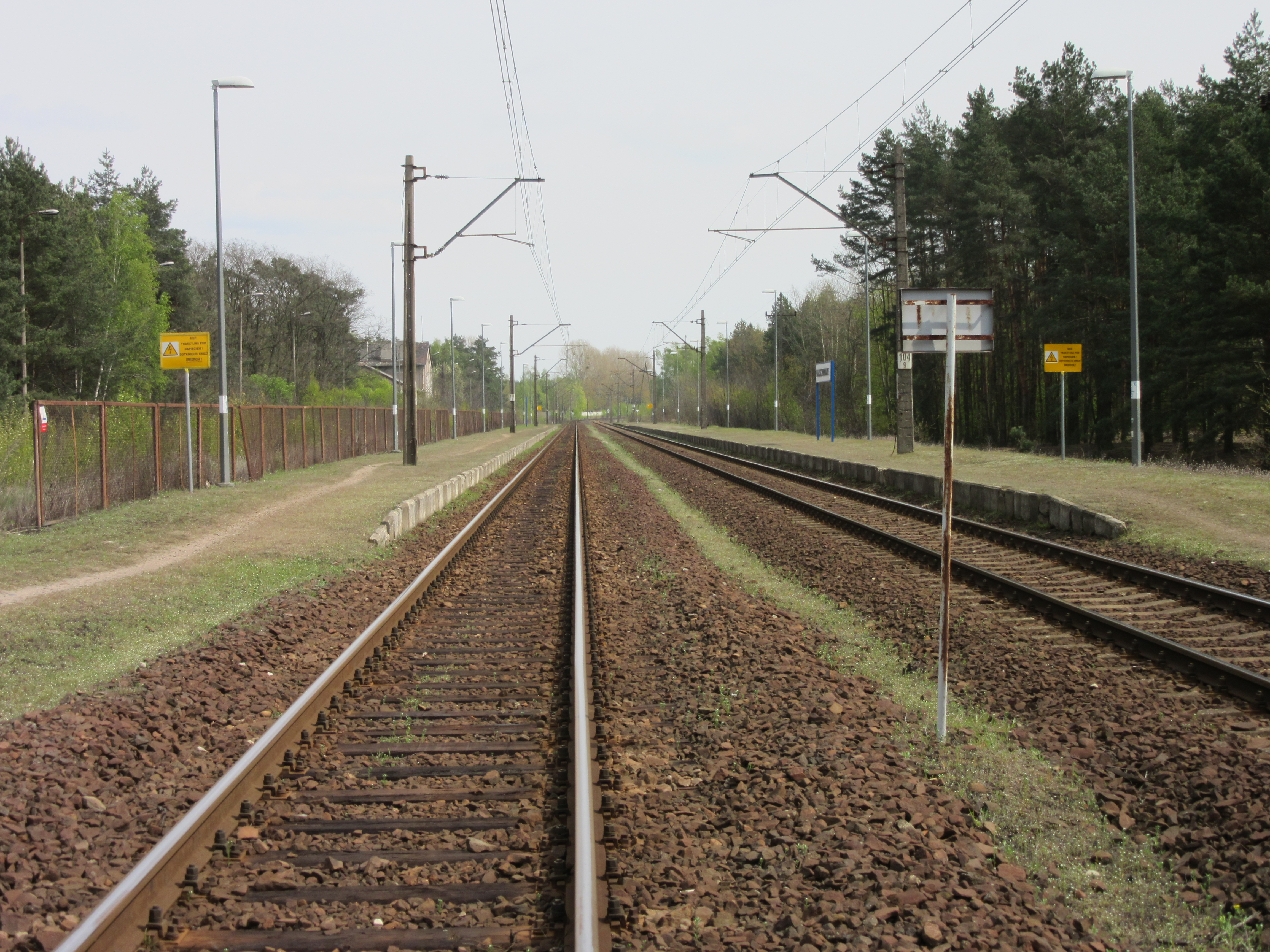
Przystanek kolejowy Kalisz Winiary w Lesie Winiarskim
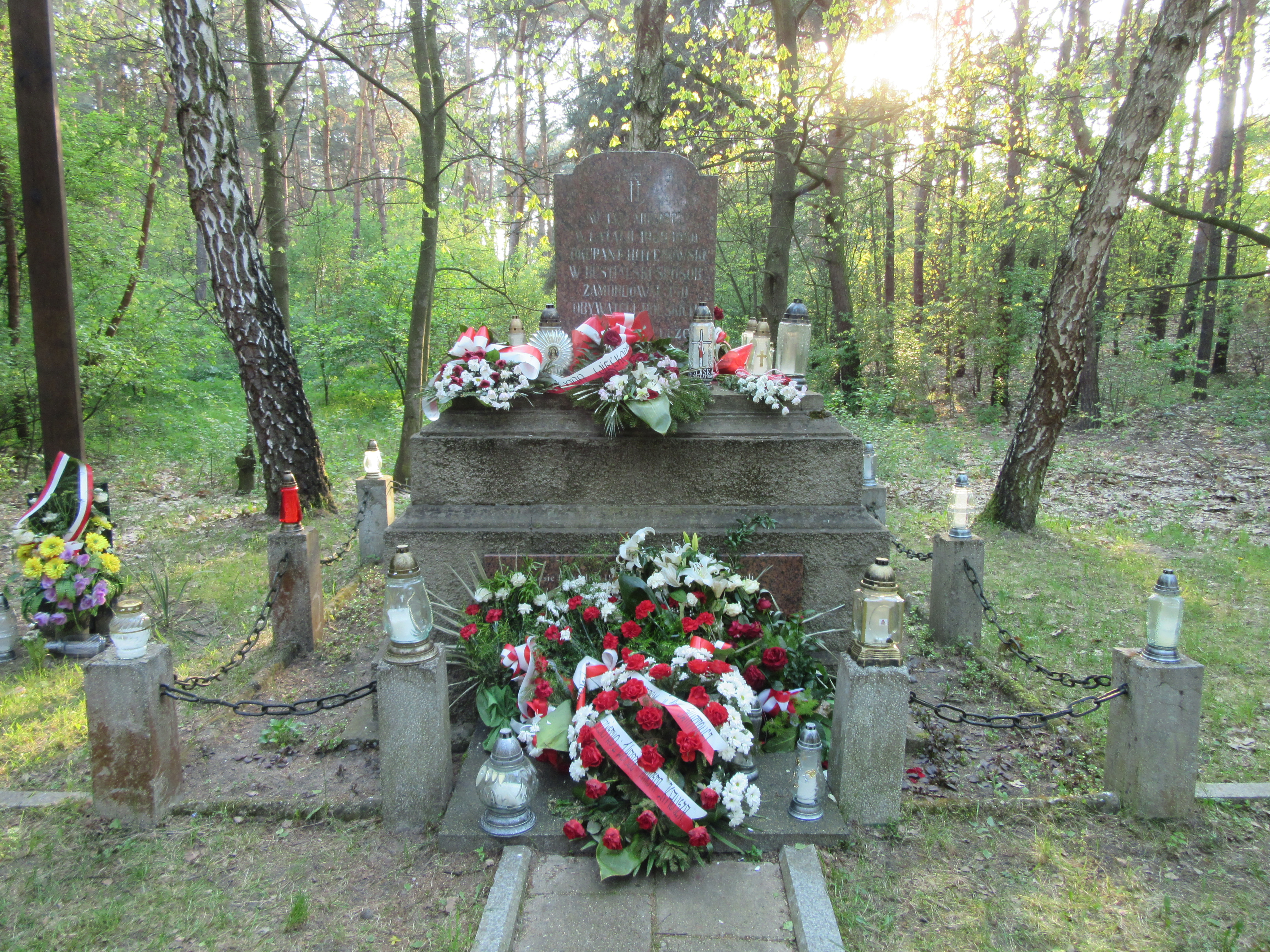
Obelisk pamięci narodowej
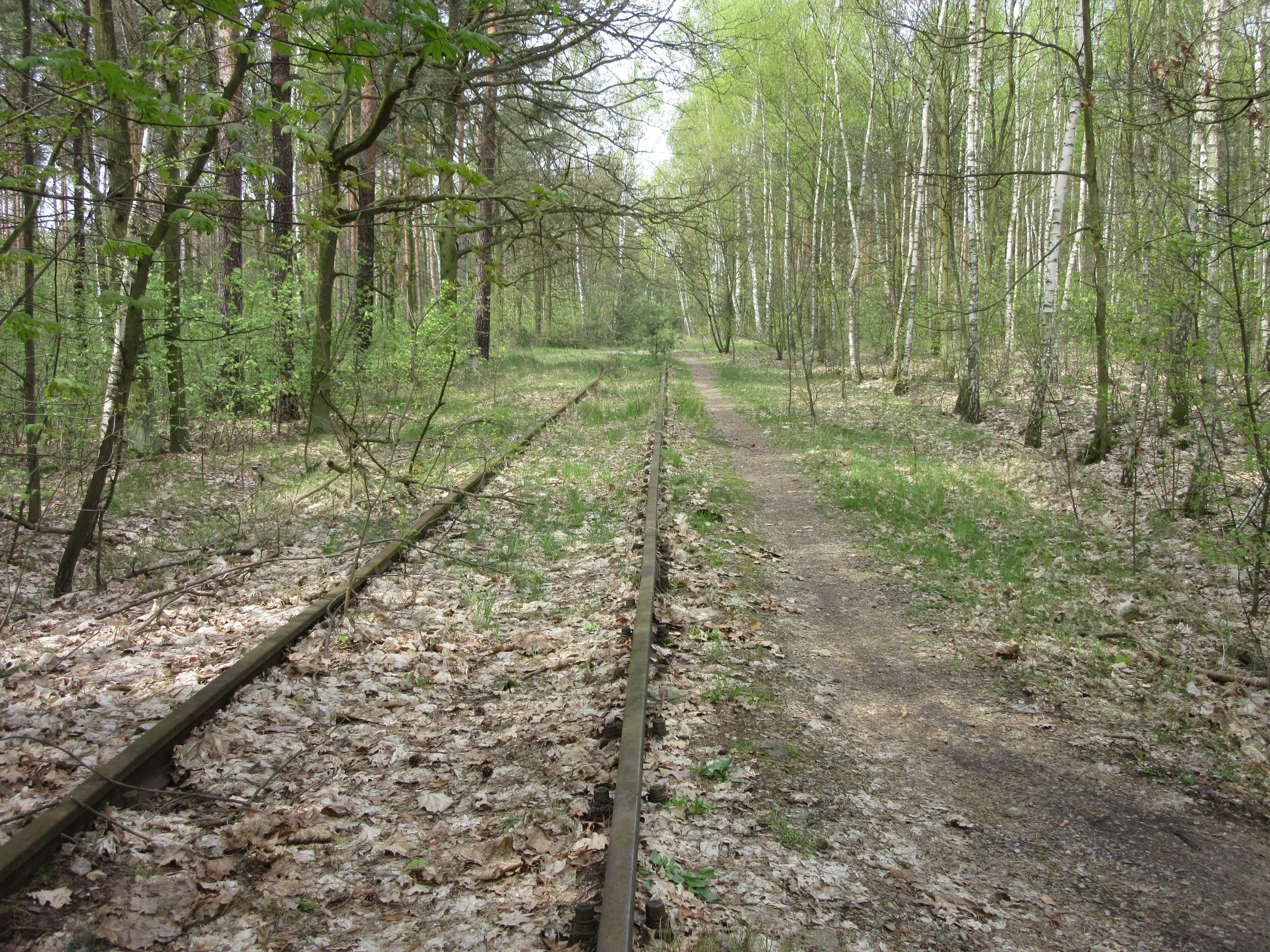
Nieużywana linia kolejowa do stacji Winiary Fabryka
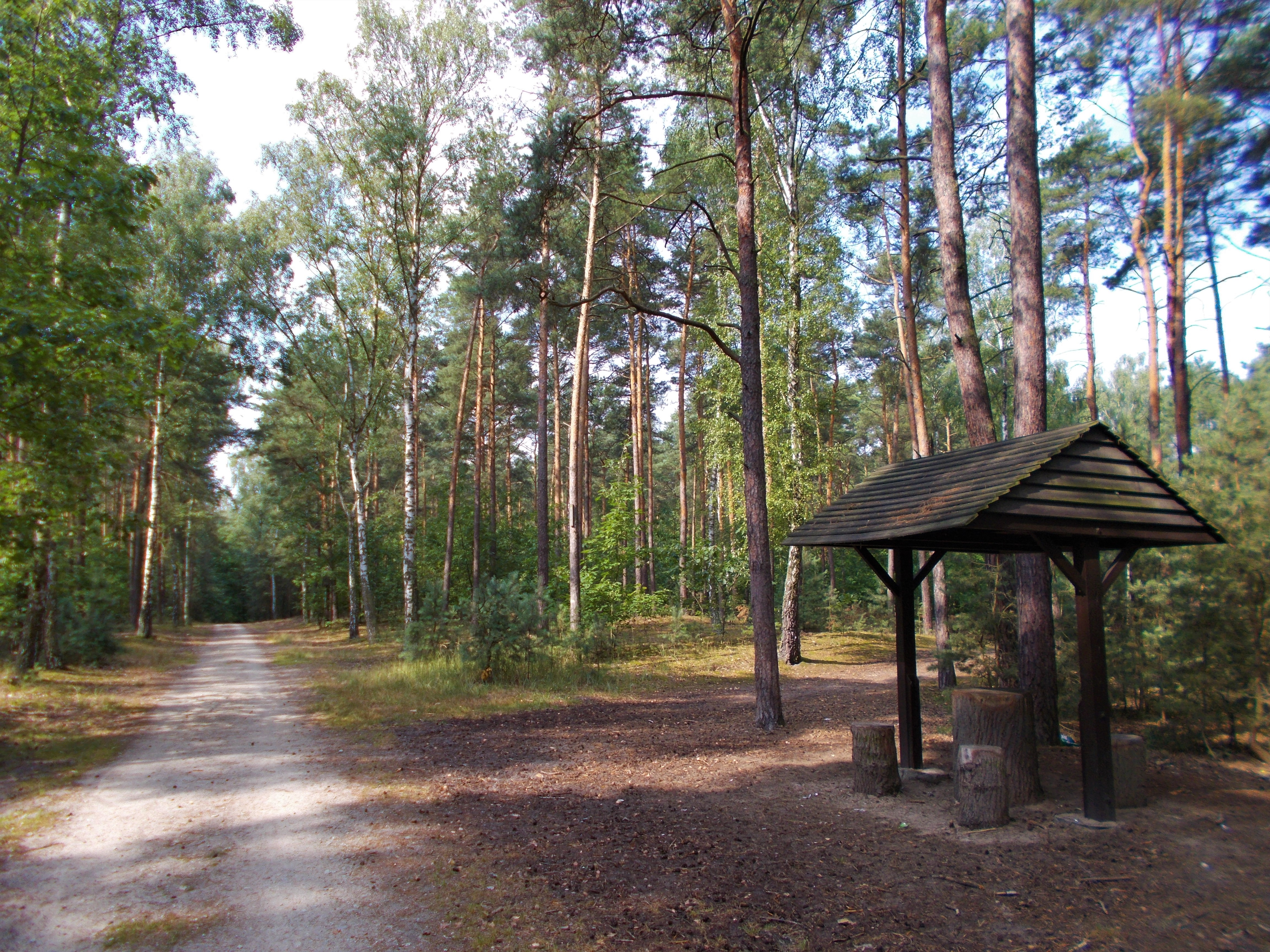
Ścieżka dydaktyczna w lesie
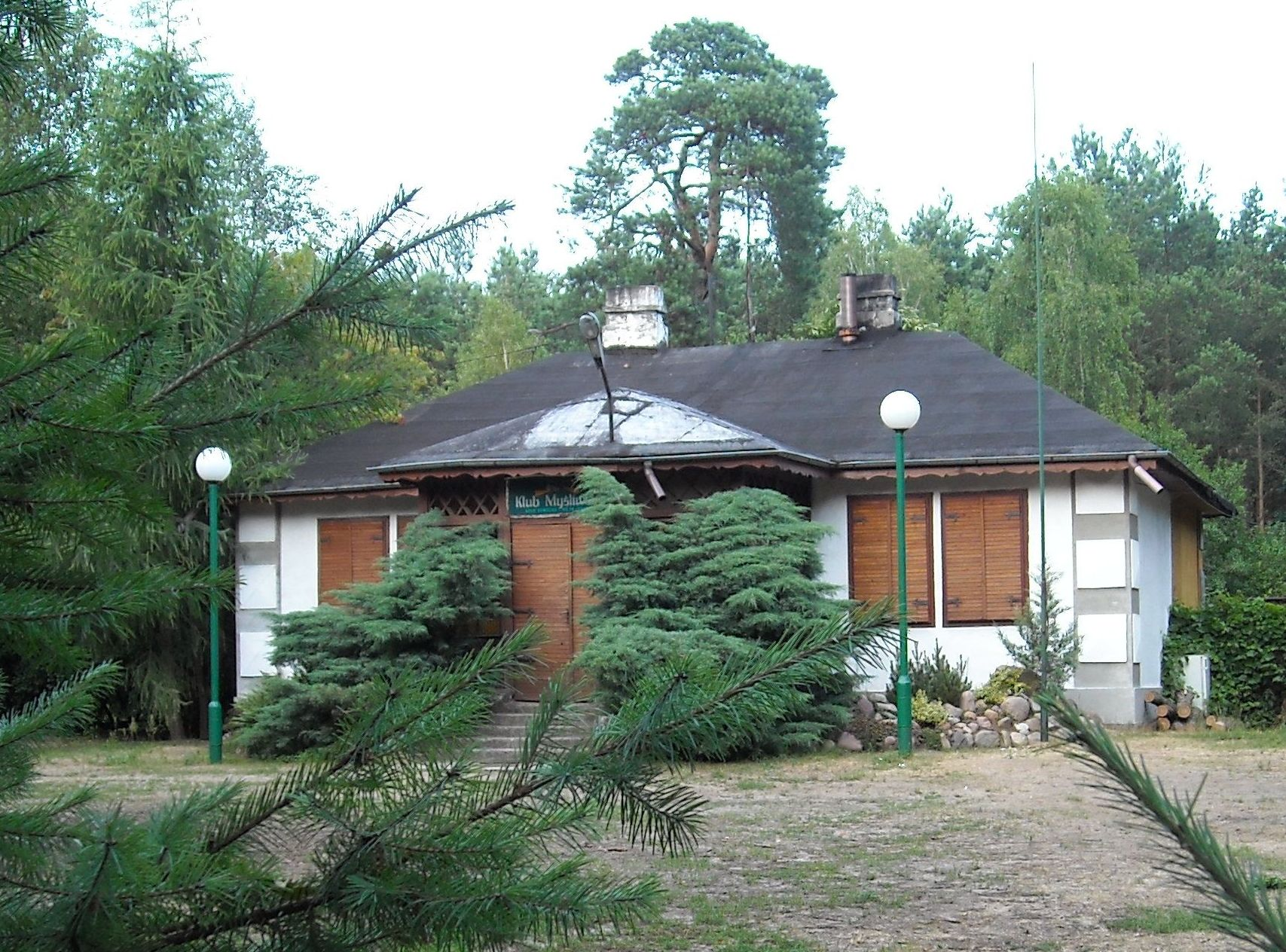
Willa myśliwska